# U-21-Fußball-Afrikameisterschaft 1999
Die U-21-Fußball-Afrikameisterschaft 1999 war die elfte Auflage des vom Afrikanischen Fußballverband (CAF) organisierten Turniers für Junioren-Fußball-Nationalmannschaften (U-21) Afrikas. Das Turnier wurde vom 21. Februar bis 7. März 1999 in Ghana ausgetragen. Sieger wurde der Gastgeber durch einen 1:0-Sieg gegen Nigeria. Die beiden Finalisten sowie die unterlegenen Halbfinalisten Kamerun und Sambia sowie der Fünfte Mali qualifizierten sich für die Junioren-Weltmeisterschaft 1999 in Nigeria.

## Teilnehmer
Die folgenden Mannschaften qualifizierten sich für die Endrunde:
- Angola
- Ghana (Gastgeber)
- Guinea
- Kamerun
- Malawi
- Mali
- Nigeria
- Sambia

## Modus
Die Mannschaften spielten zunächst eine Vorrunde in zwei Gruppen mit je vier Mannschaften. Die beiden Erstplatzierten jeder Gruppe qualifizierten sich für das Halbfinale. Dort wurde bei Gleichstand eine Verlängerung und ggf. ein Elfmeterschießen ausgetragen.

## Gruppe A
Die Gruppe A wurde in Accra ausgetragen.
| Pl. | Verein  | Sp. | S | U | N | Tore    | Diff. | Punkte |
| --- | ------- | --- | - | - | - | ------- | ----- | ------ |
| 1.  | Ghana   | 3   | 2 | 1 | 0 | 007:100 | +6    | 07     |
| 2.  | Kamerun | 3   | 1 | 2 | 0 | 003:200 | +1    | 05     |
| 3.  | Mali    | 3   | 1 | 1 | 1 | 004:300 | +1    | 04     |
| 4.  | Angola  | 3   | 0 | 0 | 3 | 001:900 | −8    | 0      |

## Gruppe B
Die Gruppe B wurde in Kumasi ausgetragen.
| Pl. | Verein  | Sp. | S | U | N | Tore    | Diff. | Punkte |
| --- | ------- | --- | - | - | - | ------- | ----- | ------ |
| 1.  | Nigeria | 3   | 2 | 1 | 0 | 009:300 | +6    | 07     |
| 2.  | Sambia  | 3   | 2 | 1 | 0 | 007:200 | +5    | 07     |
| 3.  | Guinea  | 3   | 1 | 0 | 2 | 008:120 | −4    | 03     |
| 4.  | Malawi  | 3   | 0 | 0 | 3 | 002:900 | −7    | 0      |

## Spiel um den fünften Platz
Ein Spiel um den fünften Platz war notwendig geworden, um den vierten Qualifikationsplatz zur Junioren-Weltmeisterschaft zu vergeben, da Gastgeber Nigeria das Halbfinale erreicht hatte.
|      |   |        |     |
| Mali | – | Guinea | 4:1 |

## Halbfinale
|         |   |         |     |
| Ghana   | – | Sambia  | 3:1 |
| Nigeria | – | Kamerun | 2:1 |

## Spiel um den dritten Platz
|         |   |        |     |
| Kamerun | – | Sambia | 2:1 |

## Finale
Das Finale wurde am 7. März 1999 in Accra ausgetragen.
|       |   |         |     |
| Ghana | – | Nigeria | 1:0 |

## Weltmeisterschaft
Ghana, Kamerun, Sambia und Mali qualifizierten sich zusammen mit Gastgeber Nigeria für die Junioren-Weltmeisterschaft 1999. Dort beendete Ghana seine Vorrundengruppe vor Kroatien, Argentinien und Kasachstan als Sieger. Im Achtelfinale setzte sich der Afrikameister gegen Costa Rica durch, schied im Viertelfinale gegen den späteren Weltmeister Spanien aus. Beste afrikanische Nation wurde Mali, das die Vorrunde vor Portugal, Uruguay und Schottland ebenfalls als Erster beendete. Nach Siegen im Achtelfinale gegen Kamerun und im Viertelfinale gegen Nigeria, unterlag Mali im Halbfinale Spanien. Im Spiel um den dritten Platz gewann der Fünfte der Afrikameisterschaft gegen Uruguay. Nigeria beendete die Vorrunde hinter Paraguay und vor Costa Rica als Zweiter. Im Achtelfinale setzte sich der Gastgeber gegen Irland durch, ehe er gegen Mali ausschied. Kamerun erreichte als bester Gruppendritter hinter Japan und den USA das Achtelfinale, wo es Mali unterlag. Sambia schied in seiner Vorrundengruppe als Dritter hinter Spanien und Brasilien aus.